# Брюстер, Дайан
Дайан Брюстер (англ. Diane Brewster; 11 марта 1931 — 12 ноября 1991) — американская актриса, запомнившаяся преимущественно телевизионными ролями.

## Биография
Дайан Брюстер родилась в Канзас-Сити, Миссури. Она была прямым потомком пилигрима Уильяма Брюстера, губернатора Плимутской колонии Уильяма Брэдфорда и американской писательницы и поэтессы XVIII века Марты Уодсворт Брюстер.

## Карьера
В 1956 году Брюстер снялась в эпизоде «Тёмный всадник» телесериале «Шайенн». С 1957 по 1958 года играла в телесериале «Предоставьте это Биверу», но покинула съёмки после окончания первого сезона. В 1957 году актриса сыграла Хелен Даннер в вестерне «Чёрное пятно», с Джорджом Монтгомери в главной роли. В 1959 году Дайан Брюстер появилась в эпизоде телесериала «Мэверик» и в драме «Молодые филадельфийцы», в которой сыграла роль материи персонажа Пола Ньюмана. За свою карьеру актриса сыграла около 50 ролей в кино и на телевидении, включая телесериалы «Студия 57», «Крестоносец», «Разыскивается живым или мёртвым», «Саймон и Саймон».
В 1960 году Брюстер получила главную роль в 50-минутном телесериале «Островитянин», транслировавшийся на канале ABC до 1961 года. В 1963 году актриса снялась в 27 эпизоде 6 сезона сериала «Перри Мейсон»: «Дело о цветочном горшке» («Дело ревнивого цветовода»).

## Личная жизнь
Дайана Брюстер была замужем за хирургом-стоматологом Джебом Уокером. В браке у них родилось двое детей, сын Дин Уокер и дочь Линн Уокер. Актриса умерла от сердечной недостаточности 12 ноября 1991 года. Джеб Уокер скончался в феврале 2013 года.